# Cheikh Meskin
Cheikh Meskin, ou Cheikh Miskin, parfois Eshmiksin (الشيخ مسكين), est une ville du sud de la Syrie dépendant administrativement du gouvernorat de Deraa et du district d'Izra. Elle se trouve au nord de Deraa. Selon le recensement de 2004, sa population comptait 24 057 habitants en 2004, en majorité sunnites.

## Géographie
Cheikh Miskin est proche d'Ibta et Da'el au sud, de Khirbet Ghazaleh au sud-est, d'Izra au nord-est, de Nawa au nord-est et de Cheikh Saad à l'ouest. Cheikh Miskin se situe à un carrefour entre les régions de Soueïda, Kouneïtra, Deraa et Damas. Elle relie aussi les parties orientale et occidentale de la province de Deraa.

## Histoire
Le Français Clermont-Ganneau a développé l'idée que le nom de la ville vient de la « lèpre du cheikh », en référence au Job de l'Ancien Testament. Cheikh Miskin était autrefois la Néapolis de la Syrie romaine. Elle est devenue une cité au IVe siècle. Une église y a été consacrée en 517. Dans un court article de la Catholic Encyclopedia de 1911, Siméon Vailhé indique que certains pensaient que Cheikh Miskin serait le site de l'ancienne cité et évêché de Maximianopolis, en fait ce site se trouve à Shaqqa qui est tout proche,.

### Période ottomane
En 1894, Cheikh Meskin est traversée par le chemin de fer du Hauran. En 1895,devient le refuge d'habitants d'une douzaine de villages détruits par des insurgés druzes en rétorsion contre un décret ottoman ordonnant la conscription dans l'armée ottomane des hommes druzes. Le 15 octobre 1895, des unités ottomanes partent de Cheikh Meskin pour mener une expédition punitive contre les Druzes. Vital Cuinet note en 1896 que la bourgade comprenait 800 habitants dont 400 musulmans et 400 Grecs orthodoxes, puis Gottlieb Schumacher qualifie la bourgade de grande et prospère l'année suivante.

### Histoire récente

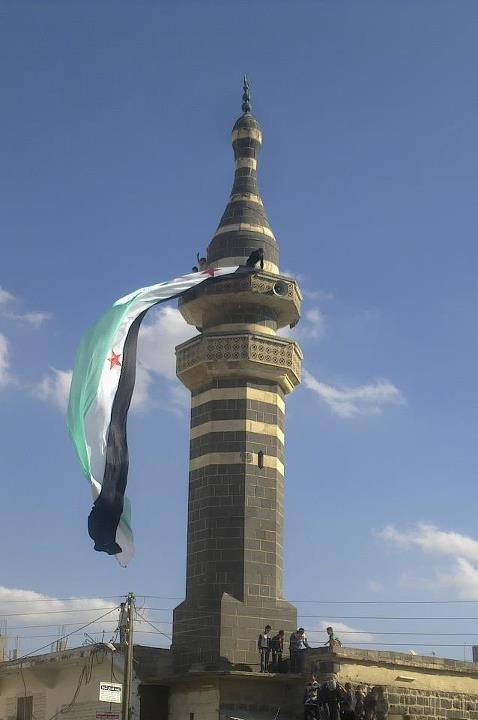
Drapeau de la révolution syrienne hissé sur un minaret à Cheikh Meskin en 2011.

Cheikh Mesrin est le lieu d'une bataille du 28 décembre 2015 au 25 janvier 2016 qui oppose les forces gouvernementales aux rebelles du Front du Sud et du Front al-Nosra. La ville est reprise par l'armée arabe syrienne aux rebelles.